# Funaria sickenbergeri
Funaria sickenbergeri là một loài Rêu trong họ Funariaceae. Loài này được Müll. Hal. mô tả khoa học đầu tiên năm 1900.